# 홍서대
홍서대(紅犀帶)는 대한민국 강원특별자치도 삼척시 당저동에 있는 조선시대의 서대이다. 1979년 5월 30일 강원특별자치도의 민속문화재 제2호로 지정되었다.

## 개요
조선시대의 관리가 한복이나 공복을 입을 때 두르던 띠이다.
겉에 물소뿔로 만든 장식이 달려있어 서대(犀帶)라 하는데, 조선시대 법전인『대전회통』에서는 정1품의 관리가 옷을 입을 때 사용하던 중요한 의장의 하나로 적고 있다.
외형을 살펴보면, 한지를 여러 겹 아교로 붙여 띠를 만들고, 밖에는 물소뿔을 얇게 다듬어 오려 붙인 후, 앞에는 착용할 때 필요한 금속구를 달아 놓았다.
태조 2년(1392) 삼척지방이 부(府)로 승격되면서 하사받은 것으로, 실직왕묘 안의 보대운한각(寶帶雲漢閣)에 홍서대와 서대기책이 함께 보관되어 있다.

## 참고 자료
- 홍서대 - 국가유산청 국가유산포털